# Gabriele Barrio
Gabriele Barrio ou Barri (né au XVIe siècle à Francica, en Calabre, alors dans le royaume de Naples) est un prêtre, un écrivain, un historien, un géographe et un humaniste italien de la Renaissance.

## Œuvres
Le principal ouvrage qu’on a de lui date de 1571, ce qui fait penser qu’il était alors dans la force de l’âge. C’est un livre intitulé : De antiquitate et situ Calabriæ libri V, Rome, 1571, in-8°, réimprimé dans Italia illustrata, Francfort, 1600, in-fol. ; et dans le tome 9, part. 5, du Thesaurus antiquit. Italiæ de Pieter Burmann. Il en a paru une nouvelle édition, avec des additions et des notes de Tommaso Aceti, et des Animadversiones de Sertorio Quattromani, Rome, 1757, in-fol. ; enfin, il est inséré clans le Delectus Scriptorum rerum Neapolitanarum, publié à Naples, in- fol., par Domenico Giordani. Ce nombre d’éditions atteste le mérite de l’ouvrage ; il a été cependant vivement critiqué dans quelques-unes des observations de Quattromani ; mais il n’a pas manqué de défenseurs.
Quelques écrivains ont prétendu que Barri n’en était que le prête-nom, et l’ont attribué, les uns au cardinal Sirleto, les autres au cardinal Santorio. Il est à croire que s’il était de l’un ou de l’autre, on l’aurait su positivement, du moins après leur mort. Trois opuscules latins du même auteur, sur trois sujets très-différents, parurent ensemble celle même année : Pro lingua latina libri tres, De æternitate urbis liber unus, De laudibus Italiæ liber unus, Rome, 1571, in-8° ; mais c’est une seconde édition augmentée ; la première avait paru dès 1554. L’auteur se montre, dans le premier de ces traités, extrêmement passionné pour la langue latine, et ennemi déclaré de la langue italienne ou vulgaire. Son aversion allait si loin, qu’il fait, dans son livre De antiquitate et situ Calabriæ, des imprécations horribles contre quiconque oserait le traduire en italien ; elles se trouvent au commencement du 2e livre, p. 1054.